# Bogdan Aurescu
Bogdan Lucian Aurescu est un diplomate et homme politique roumain né le 9 septembre 1973 à Bucarest (Roumanie). Il est ministre des Affaires étrangères dans le gouvernement de Victor Ponta de 2014 à 2015
En octobre 2019, il est proposé ministre des Affaires étrangères dans un gouvernement dirigé par Ludovic Orban, il est reconduit dans les gouvernements Cîțu et Ciucă.